# Långvattnet, Bohuslän
Långvattnet är en sjö i Tanums kommun i Bohuslän och ingår i Enningdalsälvens huvudavrinningsområde. Sjön är 42,5 meter djup, har en yta på 1,35 kvadratkilometer och befinner sig 140 meter över havet. Vid provfiske har bland annat abborre, mört, nors och röding fångats i sjön.

## Delavrinningsområde
Långvattnet ingår i det delavrinningsområde (653187-124975) som SMHI kallar för Utloppet av Långvattnet. Medelhöjden är 154 meter över havet och ytan är 4,7 kvadratkilometer. Det finns inga avrinningsområden uppströms utan avrinningsområdet är högsta punkten. Vattendraget som avvattnar avrinningsområdet har biflödesordning 2, vilket innebär att vattnet flödar genom totalt 2 vattendrag innan det når havet efter 28 kilometer. Avrinningsområdet består mestadels av skog (69 %). Avrinningsområdet har 1,35 kvadratkilometer vattenytor vilket ger det en sjöprocent på 28,7 %.

## Fisk
Vid provfiske har följande fisk fångats i sjön:
- Abborre
- Mört
- Nors
- Röding
- Öring